# Vrijeme škorpiona
Vrijeme škorpiona drugi je studijski album hrvatskog pjevača Marka Perkovića Thompsona. Album je 1995. godine objavila diskografska kuća Croatia Records.
Album je polučio uspješnice "Anica − Kninska kraljica", "Ljutu travu na ljutu ranu" i "Rosa".

## Popis pjesama
1. Škorpioni (4:32)
2. Poljubi me (3:40)
3. Moj grad (3:49)
4. Rock'n'roll (3:08)
5. Lažljivica (3:41)
6. Bludnica (4:41)
7. Anica − Kninska kraljica (3:52)
8. Satnija (3:51)
9. Volim te (3:41)
10. Ljubavna (4:38)
11. Povratak Bogu (7:32)
12. Ljutu travu na ljutu ranu (4:18)
13. Rosa (3:02)